# Аккаярви
Аккаярви — озеро на территории Ледмозерского сельского поселения Муезерского района Республики Карелии.

## Общие сведения
Площадь озера — 2 км², площадь водосборного бассейна — 12,7 км². Располагается на высоте 138,1 метров над уровнем моря.
Форма озера лопастная, продолговатая: оно вытянуто с северо-запада на юго-восток. Берега изрезанные, каменисто-песчаные, преимущественно возвышенные.
Озеро соединяется короткой протокой с озером Мергубским, которое, в свою очередь, соединяется протокой с Челгозером. Через последнее протекает река Чирко-Кемь.
В озере более десяти безымянных островов различной площади, однако их количество может варьироваться в зависимости от уровня воды.
К югу и востоку от озера проходитавтодорога местного значения 86К-176 («Тикша — Реболы»).
Код объекта в государственном водном реестре — 02020000911102000005346.